# Cordia calcicola
Cordia calcicola är en strävbladig växtart som beskrevs av Ignatz Urban. Cordia calcicola ingår i släktet Cordia, och familjen strävbladiga växter. Inga underarter finns listade i Catalogue of Life.